# Angel Gomes
Adilson Angel Abreu de Almeida Gomes (Londen, 31 augustus 2000) – alias Angel Gomes - is een Engels profvoetballer van Portugese afkomst die doorgaans als verdedigende middenvelder speelt. Hij stroomde in 2017 door vanuit de jeugd van Manchester United. Hij debuteerde in 2024 als international van het Engels voetbalelftal.

## Clubcarrière

### Manchester United
Gomes is een zoon van oud-voetballer Gil Gomes. Hij werd geboren in Londen toen zijn vader in Engeland voetbalde. Hij sloot zich op zesjarige leeftijd aan bij de jeugdacademie van Manchester United. In oktober 2013 speelde hij als dertienjarige met Engeland onder 17 op een toernooi in Slowakije, op veertienjarige leeftijd zette hij zijn eerste stappen bij Engeland onder 18. In mei 2017 won hij als jongste speler ooit de Jimmy Murphy Young Player of the Year-award.
Op 21 mei 2017 debuteerde Gomes in de Premier League tegen Crystal Palace. Hij viel na 88 minuten in voor Wayne Rooney en werd zo de eerste speler geboren in de jaren 2000 die speelminuten vergaarde in de Premier League. Manchester United won de laatste wedstrijd van het seizoen voor eigen publiek met 2–0. Na tien wedstrijden in het eerste elftal verliet hij de club transfervrij.

### Lille OSC
Op 9 augustus 2020 ondertekende Gomes een contract tot 2025 bij Lille OSC. De club leende hem meteen voor een seizoen uit aan Boavista.

## Clubstatistieken
| Seizoen | Club              | Competitie     | Competitie | Competitie | Beker | Beker | Europa | Europa | Totaal | Totaal |
| Seizoen | Club              | Competitie     | Wed.       | Dlp.       | Wed.  | Dlp.  | Wed.   | Dlp.   | Wed.   | Dlp.   |
| ------- | ----------------- | -------------- | ---------- | ---------- | ----- | ----- | ------ | ------ | ------ | ------ |
| 2016/17 | Manchester United | Premier League | 1          | 0          | 0     | 0     | —      | —      | 1      | 0      |
| 2017/18 | Manchester United | Premier League | 0          | 0          | 1     | 0     | —      | —      | 1      | 0      |
| 2018/19 | Manchester United | Premier League | 2          | 0          | 0     | 0     | —      | —      | 2      | 0      |
| 2019/20 | Manchester United | Premier League | 2          | 0          | 1     | 0     | 3      | 0      | 6      | 0      |
| 2020/21 | Lille OSC         | Ligue 1        | 0          | 0          | 0     | 0     | —      | —      | 0      | 0      |
| 2020/21 | → Boavista        | Primeira Liga  | 30         | 6          | 2     | 0     | —      | —      | 32     | 6      |
| 2021/22 | Lille OSC         | Ligue 1        | 24         | 1          | 2     | 1     | 4      | 1      | 30     | 3      |
| 2022/23 | Lille OSC         | Ligue 1        | 36         | 2          | 3     | 1     | —      | —      | 39     | 3      |
| 2023/24 | Lille OSC         | Ligue 1        | 31         | 0          | 3     | 0     | 11     | 2      | 45     | 2      |
| 2024/25 | Lille OSC         | Ligue 1        | 10         | 1          | 0     | 0     | 5      | 0      | 15     | 1      |
| Totaal  | Totaal            | Totaal         | 136        | 10         | 12    | 2     | 23     | 3      | 171    | 15     |

Bijgewerkt t/m 20 maart 2022.

## Interlandcarrière
Gomes kwam uit voor diverse Engelse nationale jeugdelftallen. Hij won met Engeland –17 het WK –17 van 2017. Gomes scoorde op dat toernooi in de groepsfase tegen Chili en Irak.
29 augustus 2024 werd Gomes door bondscoach Lee Carsley voor het eerst opgeroepen voor het eerste elftal van Engeland voor de interlands tegen Ierland en Finland in de UEFA Nations League. Op 2 september maakte hij zijn debuut door bij een 0-2 stand in te vallen voor Kobbie Mainoo in de overwinning tegen Ierland.

## Erelijst
| Wereldkampioenschap onder 17 | 1x | 2017 |

## Familie
- Gomes' vader, Gil Gomes, won met Portugal het EK onder 16 1989 en het WK onder 20 1991. Ook onder andere Luis Figo won beide toernooien.
- Nani is de peter van Gomes.[8]